# Virginia Serret
Haydee Virginia Serret (Veracruz, México, 9 de septiembre de 1920 - Ciudad de México; 2 de mayo de 1958) actriz mexicana que trabajó en la Época de oro del cine mexicano. Conocida también por ser la inspiración del célebre bolero Sin Ti, del compositor Pepe Guízar y que hicieron mundialmente famoso el trío Los Panchos.

## Biografía
Virginia Serret nace en Veracruz, México, sus inicios en cine datan de finales de los años 30. Al principio de su carrera tomó el nombre de Bohemia Serret y participó en varias cintas como actriz de reparto, entre las que figuran Águila o sol (1938); El insurgente (1941); La mujer sin alma (1944); Porfirio Díaz (1944); La hora de la verdad (1945) -donde ya se le da un papel de mayor peso. En esta un torero (Ricardo Montalbán) se debate entre el amor de su joven esposa (Lilia Michel), que se está volviendo loca, y el de una buena y comprensiva amante (Serret-; Sendas del destino (1945), en donde trabaja con quien sería su marido, el actor de origen argentino Luis Aldás y El moderno barba azul (1946), única película que protagonizó en México el otrora famoso cómico estadounidense Buster Keaton.
En 1946 escribe el argumento y protagoniza la película Palabras de mujer, junto a Ramón Armengod. Destaca con sus actuaciones en: Cuando lloran los valientes (1947), junto a Pedro Infante, Blanca Estela Pavón y Víctor Manuel Mendoza y La oveja negra (1949) y No desearás a la mujer de tu hijo (1950), nuevamente con Infante y con Fernando Soler, dirigidos por Ismael Rodríguez, haciendo el papel de la caprichosa Justina. 
Su carrera fue prolífica. No solo se destacó como actriz (treinta películas) sino también como escritora de guion, realizadora y productora de cerca de cincuenta películas de largometraje. En 1949 el compositor mexicano Pepe Guízar, trabajaba en el famoso cabaret Minuit y es ahí donde conoce a Virginia, de la que se enamoró perdidamente y a quien le compuso su inspirado bolero Sin ti, que más tarde fue un éxito con el trío Los Panchos. Serret se despide del cine en 1952 y muere en Ciudad de México el 2 de mayo de 1958 a los 37 años por complicaciones de cirrosis hepática.

## Filmografía
- 1937 Heads or Tails
- 1938 Águila o sol
- 1939 Juntos, pero no revueltos
- 1940 Amor de mis amores
- 1940 Con su amable permiso
- 1940 La locura de Don Juan
- 1940 Mi madrecita
- 1940 Pobre diablo
- 1941 El insurgente
- 1941 Al son de la marimba
- 1942 Las tres viudas de papá
- 1942 Papá se desenreda
- 1942 Papá se enreda otra vez
- 1944 Diario de una mujer
- 1944 El herrero
- 1944 El médico de las locas
- 1944 La mujer sin alma
- 1944 Porfirio Díaz
- 1945 'Como México no hay dos'!
- 1945 La hora de la verdad
- 1945 Los amores de un torero
- 1945 Sendas del destino
- 1945 Su gran ilusión
- 1946 El moderno Barba Azul
- 1946 Palabras de mujer
- 1947 Cuando lloran los valientes
- 1948 El canto de la sirena
- 1949 La oveja negra
- 1950 No desearás la mujer de tu hijo
- 1950 Pecado de ser pobre
- 1951 La tienda de la esquina
- 1952 Una calle entre tú y yo